# Springfield (Illinois)
Springfield – miasto w Stanach Zjednoczonych, stolica stanu Illinois, siedziba hrabstwa Sangamon.
W mieście znajduje się wiele miejsc upamiętniających Abrahama Lincolna, który mieszkał w Springfield w latach 1837 do 1854, zanim został wybrany w 1861 roku na prezydenta Stanów Zjednoczonych. W Springfield na cmentarzu Oak Ridge Cemetery znajduje się grób Lincolna, będący jednocześnie pomnikiem i grobem jego żony – Mary Todd Lincoln oraz dwóch młodo zmarłych synów. 

## Demografia
Według danych pięcioletnich z 2020 roku, obszar metropolitalny Springfield obejmował 208,2 tys. mieszkańców, w tym 82,1% stanowi ludność biała (80,8% nie licząc Latynosów), 12% to czarni Amerykanie lub Afroamerykanie, 3,4% ma rasę mieszaną, 1,9% to Azjaci, 0,13% to rdzenna ludność Ameryki i 0,07% to Hawajczycy i mieszkańcy innych wysp Pacyfiku. Latynosi stanowią 2,3% populacji aglomeracji.
Największe grupy stanowią osoby pochodzenia niemieckiego (22,2%), irlandzkiego (12,6%), afroamerykańskiego, angielskiego (10,2%), „amerykańskiego” (5,7%) i włoskiego (5,1%). Obecne są także duże grupy osób pochodzenia szkockiego lub szkocko–irlandzkiego (6,3 tys.), francuskiego (5,4 tys.) i polskiego (4,2 tys.).

## Religia
Według danych z 2010 roku do największych grup religijnych w aglomeracji Springfield należały:
- Kościół katolicki – 32,7 tys. członków w 18 kościołach,
- Kościoły baptystyczne (gł. SBC) – ok. 13 tys. członków w 39 zborach,
- Kościoły Chrystusowe – 12,3 tys. członków w 34 zborach,
- Zjednoczony Kościół Metodystyczny – 12,2 tys. członków w 30 kościołach,
- Kościoły zielonoświątkowe (w większości AoG) – ponad 11 tys. członków w 24 zborach,
- Kościół Luterański Synodu Missouri – 8,1 tys. członków w 15 zborach,
- lokalne bezdenominacyjne zbory ewangelikalne – 5,8 tys. członków w 23 zborach.

Największą niechrześcijańską grupę tworzy kilkutysięczna społeczność wyznawców islamu.

## Zabytki
- katedra św. Pawła Apostoła

## Miasta partnerskie
- Austria: Villach
- Japonia: Ashikaga
- Irlandia: Killarney
- Meksyk: San Pedro

## Urodzeni w Springfield
- Julius Rosenwald (1862–1932) – biznesmen i filantrop[7]
- Robert Todd Lincoln (1843–1926) – prawnik, przedsiębiorca, sekretarz wojny USA
- Andre Iguodala (ur. 1984) – koszykarz, czterokrotny mistrz NBA
- June Christy (1925–1990) – wokalistka jazzowa
- Brendon Small (ur. 1975) – aktor, muzyk i producent